# Mike Ditka
Michael Keller Ditka, Jr. (nacido el 18 de octubre de 1939 en Carnegie, Pensilvania), también conocido como "Iron Mike", es un exjugador, exentrenador en jefe y excomentarista de fútbol americano. Jugó en la NFL en la posición de tight end de 1961 hasta 1972 con los equipos Chicago Bears, Philadelphia Eagles y Dallas Cowboys. Ditka fue entrenador en jefe con los Chicago Bears por 11 temporadas y con los New Orleans Saints por 3 años. Ditka y Tom Flores son las únicas dos personas que han ganado Super Bowls en las posiciones de jugador, entrenador asistente y entrenador en jefe.  Ditka es la única persona (hasta 2008) que ha participado en los últimos dos campeonatos de Chicago: como jugador en 1963 y como entrenador en 1985.

## Carrera como jugador

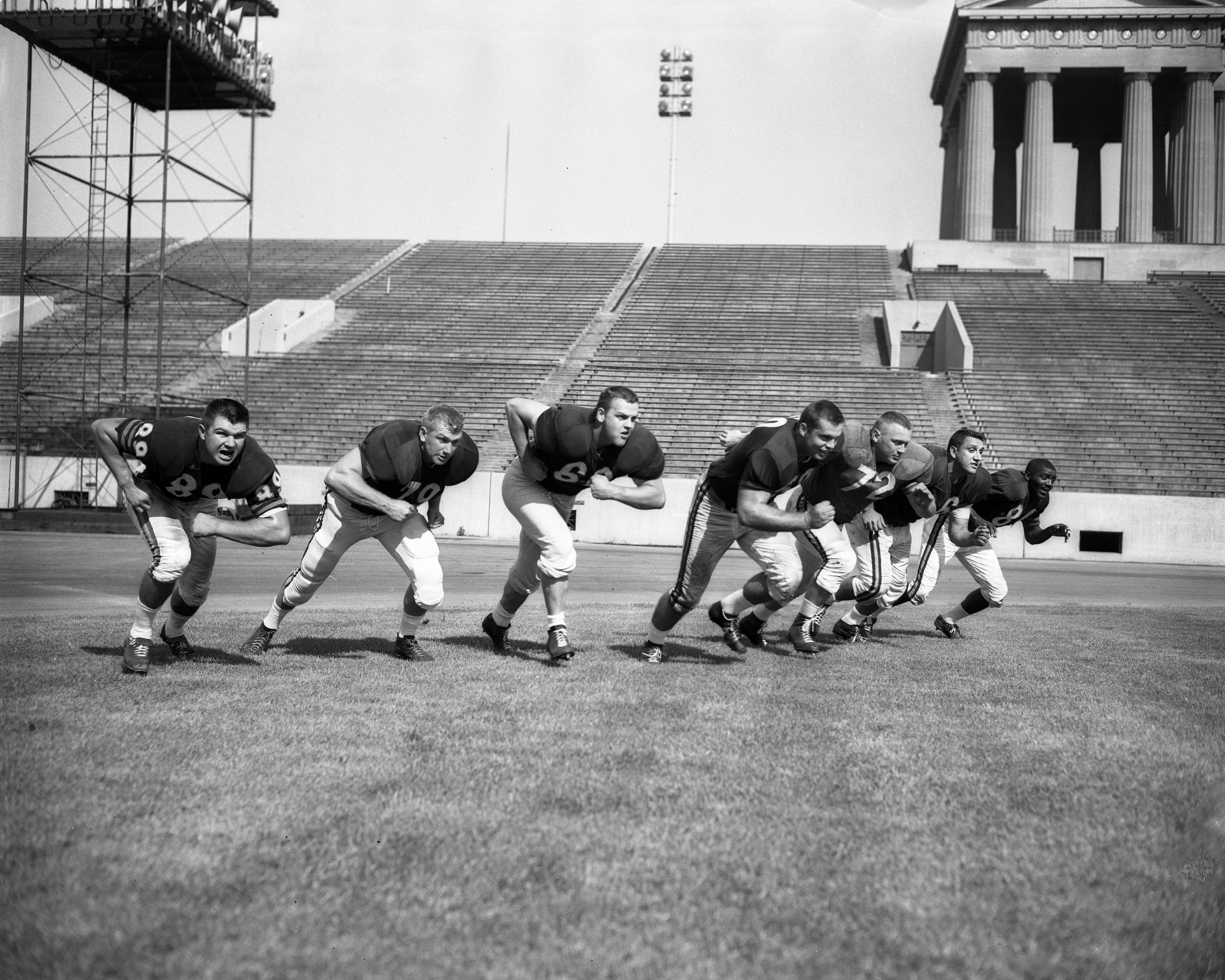
Mike Ditka (primero por la izquierda)

Jugó para los Pittsburgh Panthers de 1958 a 1960 como tight end, siendo considerado como uno de los mejores en esa posición en toda la historia del fútbol americano universitario, también jugó como punter. En 1966 fue seleccionado al Salón de la Fama del Fútbol Americano Universitario. 
Los Chicago Bears (George Allen en su posición de entrenador asistente era el encargado de la selección en el draft) lo seleccionaron en la primera ronda del Draft de 1961 como la 5ª selección global. Jugó ahí de 1961 hasta 1966, siendo seleccionado al Pro Bowl en cada una de esas temporadas; ayudó a ganar el Campeonato de la NFL en 1963. Ditka fue canjeado a Philadelphia en 1967 para ser canjeado de nuevo pero esta vez a Dallas en 1969. Con los Cowboys pasó sus últimas cuatro temporadas, logrando atrapar una recepción de touchdown en la victoria que lograron en contra de los Miami Dolphins por marcador de 24-3 en el Super Bowl VI.
En 1988 fue seleccionado al Salón de la Fama del Fútbol Americano Profesional, siendo el primer tight end en lograrlo.
En la lista de los 100 mejores jugadores de la historia de la NFL de noviembre de 2010, Ditka fue ubicado como el tercer mejor TE de todos los tiempos, solo detrás de John Mackey y Tony González.

## Carrera como entrenador
Al retirarse en 1972 fue contratado como entrenador asistente por el legendario Tom Landry quien ya era el entrenador de los Dallas Cowboys donde pasó 9 años. Fue parte del equipo campeón del Super Bowl XII.  
En 1982, George Halas lo contrató como entrenador en jefe de Chicago, logrando llegar a ganar el Super Bowl XX en 1985. Estuvo en Chicago hasta 1992  
En 1997 fue contratado por los New Orleans Saints. Ditka fue ampliamente criticado por cambiar todas sus selecciones de draft de 1999 por Ricky Williams, siendo despedido al final de esa temporada.

## Otras apariciones
Ditka también ha hecho apariciones y cameos en shows que van de L. A. Law a Saturday Night Live, y 3rd Rock from the Sun. En 2005, Ditka representó así mismo en la comedia Kicking & Screaming como entrenador de fútbol de la liga pequeña, junto a Will Ferrell.